# Nazionale femminile di football americano della Gran Bretagna
La nazionale di football americano femminile della Gran Bretagna è la selezione maggiore femminile di football americano della Federazione britannica di football americano che rappresenta la Gran Bretagna nelle varie competizioni ufficiali o amichevoli riservate a squadre nazionali femminili.

## Risultati
Legenda: Grassetto: Risultato migliore, Corsivo: Mancate partecipazioni

## Dettaglio stagioni

### Amichevoli
| Stagione | Vin | Par | Per | Tot | PF | PS | avversaria         |
| -------- | --- | --- | --- | --- | -- | -- | ------------------ |
| 1989     | 0   | 0   | 1   | 1   | 6  | 27 | Cologne Crocodiles |
| 2013     | 1   | 0   | 0   | 1   | 27 | 10 | Svezia             |
| 2014     | 1   | 0   | 0   | 1   | 26 | 14 | Svezia             |
| 2016     | 1   | 0   | 0   | 1   | 33 | 0  | Spagna             |
| Totale   | 3   | 0   | 1   | 4   | 92 | 51 |                    |

Fonte: americanfootballitalia.com

### Tornei

#### Mondiali
| Stagione | regular season | regular season | regular season | regular season | regular season | regular season | playoff | playoff | playoff | playoff | playoff | playoff      | playoff     |
|          | Vin            | Par            | Per            | Tot            | PF             | PS             | Vin     | Per     | Tot     | PF      | PS      | risultato    | avversaria  |
| -------- | -------------- | -------------- | -------------- | -------------- | -------------- | -------------- | ------- | ------- | ------- | ------- | ------- | ------------ | ----------- |
| 2017     | 1              | 0              | 1              | 2              | 27             | 56             | 0       | 1       | 1       | 8       | 19      | Quarto posto | Messico     |
| 2022     | -              | -              | -              | -              | -              | -              | 2       | 1       | 3       | 69      | 55      | Finale       | Stati Uniti |
| Totale   | 1              | 0              | 1              | 2              | 27             | 56             | 2       | 2       | 4       | 77      | 74      |              |             |

#### Europei

##### Fase finale
| Stagione | regular season | regular season | regular season | regular season | regular season | regular season | playoff | playoff | playoff | playoff | playoff | playoff       | playoff    |
|          | Vin            | Par            | Per            | Tot            | PF             | PS             | Vin     | Per     | Tot     | PF      | PS      | risultato     | avversaria |
| -------- | -------------- | -------------- | -------------- | -------------- | -------------- | -------------- | ------- | ------- | ------- | ------- | ------- | ------------- | ---------- |
| 2015     | 2              | 0              | 0              | 2              | 47             | 20             | 0       | 1       | 1       | 12      | 50      | Secondo posto | Finlandia  |
| 2019     | 1              | 0              | 2              | 3              | 56             | 33             | -       | -       | -       | -       | -       | Terzo posto   |            |
| 2023     | 1              | 0              | 1              | 2              | 62             | 23             | -       | -       | -       | -       | -       |               |            |
| 2024     | 1              | 0              | 1              | 2              | 37             | 35             | -       | -       | -       | -       | -       | Secondo posto |            |
| Totale   | 5              | 0              | 4              | 9              | 202            | 111            | 0       | 1       | 1       | 12      | 50      |               |            |

##### Qualificazioni
| Stagione | regular season | regular season | regular season | regular season | regular season | regular season | playoff | playoff | playoff | playoff | playoff | playoff   | playoff    |
|          | Vin            | Par            | Per            | Tot            | PF             | PS             | Vin     | Per     | Tot     | PF      | PS      | risultato | avversaria |
| -------- | -------------- | -------------- | -------------- | -------------- | -------------- | -------------- | ------- | ------- | ------- | ------- | ------- | --------- | ---------- |
| 2015     | -              | -              | -              | -              | -              | -              | 1       | 0       | 1       | 54      | 6       |           | Russia     |
| Totale   | -              | -              | -              | -              | -              | -              | 1       | 0       | 1       | 54      | 6       |           |            |

### Riepilogo partite disputate
| Anno           | Luogo     | Evento     | Fase del torneo      | Incontro                           | Risultato     |
| 1989           | ?         | Amichevole |                      | Gran Bretagna - Cologne Crocodiles | 6 - 27        |
| 2013           | Hatfield  | Amichevole |                      | Gran Bretagna - Svezia             | 27 - 10       |
| 2014           | Stoccolma | Amichevole |                      | Svezia - Gran Bretagna             | 14 - 26       |
| 3 maggio 2015  | Hatfield  | Europeo    | Qualificazioni       | Gran Bretagna - Russia             | 54 - 6        |
| 2 agosto 2015  | Granada   | Europeo    | Girone               | Germania - Gran Bretagna           | 6 - 17        |
| 4 agosto 2015  | Granada   | Europeo    | Girone               | Svezia - Gran Bretagna             | 14 - 30       |
| 8 agosto 2015  | Granada   | Europeo    | Finale               | Finlandia - Gran Bretagna          | 50 - 12       |
| 2016           | Worcester | Amichevole |                      | Gran Bretagna - Spagna             | 33 - 0        |
| 24 giugno 2017 | Langley   | Mondiale   | Girone               | Finlandia - Gran Bretagna          | 21 - 27       |
| 27 giugno 2017 | Langley   | Mondiale   | Girone               | Canada - Gran Bretagna             | 35 - 0        |
| 30 giugno 2017 | Langley   | Mondiale   | Finale 3º - 4º posto | Gran Bretagna - Messico            | 8 - 19        |
| 12 agosto 2019 | Leeds     | Europeo    | Girone               | Gran Bretagna - Svezia             | 6 - 9         |
| 14 agosto 2019 | Leeds     | Europeo    | Girone               | Gran Bretagna - Austria            | 36 - 6        |
| 17 agosto 2019 | Leeds     | Europeo    | Girone               | Gran Bretagna - Finlandia          | 14 - 18       |
| 30 luglio 2022 | Vantaa    | Mondiale   | Quarti di finale     | Messico - Gran Bretagna            | 0 - 35 d.g.s. |
| 3 agosto 2022  | Vantaa    | Mondiale   | Semifinale           | Canada - Gran Bretagna             | 13 - 20       |
| 7 agosto 2022  | Vantaa    | Mondiale   | Finale               | Stati Uniti - Gran Bretagna        | 42 - 14       |
| 15 aprile 2023 | Worcester | Europeo    | Turno 1              | Gran Bretagna - Svezia             | 40 - 0        |
| 28 maggio 2023 | Solingen  | Europeo    | Turno 2              | Germania - Gran Bretagna           | 23 - 22       |
| 13 aprile 2024 | Calatayud | Europeo    | Turno 4              | Spagna - Gran Bretagna             | 21 - 16       |
| 17 agosto 2024 | Worcester | Europeo    | Turno 6              | Gran Bretagna - Finlandia          | 21 - 14       |

## Confronti con le altre Nazionali
Questi sono i saldi della Gran Bretagna nei confronti delle Nazionali incontrate.

### Saldo positivo
| Nazionale | Giocate | Vinte | Pareggiate | Perse | PF  | PS | Ultima vittoria | Ultimo pari | Ultima sconfitta |
| --------- | ------- | ----- | ---------- | ----- | --- | -- | --------------- | ----------- | ---------------- |
| Russia    | 1       | 1     | 0          | 0     | 54  | 6  | 2015            | -           | -                |
| Austria   | 1       | 1     | 0          | 0     | 36  | 6  | 2019            | -           | -                |
| Svezia    | 3       | 4     | 0          | 1     | 129 | 47 | 2023            | -           | 2019             |

### Saldo in pareggio
| Nazionale | Giocate | Vinte | Pareggiate | Perse | PF | PS  | Ultima vittoria | Ultimo pari | Ultima sconfitta |
| --------- | ------- | ----- | ---------- | ----- | -- | --- | --------------- | ----------- | ---------------- |
| Spagna    | 2       | 1     | 0          | 1     | 49 | 21  | 2016            | -           | 2024             |
| Messico   | 2       | 1     | 0          | 1     | 43 | 19  | 2022            | -           | 2017             |
| Germania  | 2       | 1     | 0          | 1     | 39 | 29  | 2015            | -           | 2023             |
| Canada    | 2       | 1     | 0          | 1     | 20 | 48  | 2022            | -           | 2017             |
| Finlandia | 4       | 2     | 0          | 2     | 74 | 103 | 2024            | -           | 2019             |

### Saldo negativo
| Nazionale   | Giocate | Vinte | Pareggiate | Perse | PF | PS | Ultima vittoria | Ultimo pari | Ultima sconfitta |
| ----------- | ------- | ----- | ---------- | ----- | -- | -- | --------------- | ----------- | ---------------- |
| Stati Uniti | 1       | 0     | 0          | 1     | 14 | 42 | -               | -           | 2022             |

## Roster storici
| Roster della Gran Bretagna - Mondiale 2022 |
| --- |
| Quarterback - Angelina Fisher - Sydney Green Running Back - Aimee Robson - Antoinette Morgan - Ruth Matta - Gabrielle Derrick - Stephanie Wyant Wide Receiver - Oli Davies - Samantha Read WR/K - Emily Irvine - Siobhan Walker - Sophia Klair - Jessica Anderson Tight End - Charlie Thynne - Sarah-shay Okelola Offensive Linemen - Maz Hughes - Alexandria Hodgson - Iesha Martin - Jade Leighton - Jakki Duncan - Tara Minto - Vanessa Mansaray - Laura Dye - Yasmin Cazeau - Lisa Dye Defensive Linemen - Rachel Kirton - Corey Stevenson - Becky Martin - Delta Npuna - Victoria Ware - Libby Davoren - Zoe John Linebacker - Afia Law - Rachel Moody - Bethany Pilkington - Bo Steward - Christina Ibironke - Summer Rivers - Tanya Dales Defensive Back - Phoebe Schecter - Rachel Walters-Trim - Emily Mullen - Harley-May Lynch - Josie Symonds - Lucy Peaty Special Team Roster aggiornato al 13 novembre 2024 Coaching staff HC Christopher Stone · Coach Sam Rafferty · Coach Sam Marshall · Coach Aimee Cottingham · Coach Sammy-Lee Baker · Coach Claire Cochrane · Coach Tom Read · Coach Connah Scholes · Coach Wayne Hill · Coach Jamie Gallagher · Coach Joshua Gaff · Coach Nick Glenday · Coach Matt Gawne |

| Roster della Gran Bretagna - Gran Bretagna-Svezia Europeo 2023-2024 |
| --- |
| Quarterback - Angelina Fisher - Vicki Lucas Running Back - Emily Irvine - Gabrielle Derrick - Ruth Matta - Stephanie Wyant Wide Receiver - Jessica Anderson - Kathryn Stanley - Kenya Peters - Oli Davies - Samantha Read WR/K - Siobhan Walker - Sophia Klair Tight End - Rachael Tumelty - Sarah-shay Okelola Offensive Linemen - Iesha Martin - Jakki Duncan - Laura Dye - Lisa Dye - Maz Hughes - Ruby Watson - Tara Minto - Vanessa Mansaray - Yasmin Cazeau Defensive Linemen - Becky Martin - Corey Stevenson - Laura Moore - Libby Davoren - Bo Steward - Victoria Ware - Zoe John Linebacker - Bethany Pilkington - Christina Ibironke - Georgia Teague - Ibs Fraser - Summer Rivers - Sydney Green - Tanya Dales Defensive Back - Chloe Southard - De’Vonai Dwyer - Emily Mullen - Harley-May Lynch - Hollie Whiting - Josie Symonds - Lucy Peaty - Phoebe Schecter Special Team Roster aggiornato al 13 novembre 2024 Coaching staff HC Christopher Stone |

| Roster della Gran Bretagna - Germania-Gran Bretagna Europeo 2023-2024 |
| --- |
| Quarterback - Angelina Fisher - Vicki Lucas Running Back - Emily Irvine - Gabrielle Derrick - Ruth Matta Wide Receiver - Giselle Orebanwo - Jessica Anderson - Kathryn Stanley - Kenya Peters - Oli Davies - Samantha Read WR/K - Siobhan Walker Tight End - Rachael Tumelty - Sarah-shay Okelola - Charlie Thynne Offensive Linemen - Alex Martin - Iesha Martin - Jakki Duncan - Lisa Dye - Maz Hughes - Ruby Watson - Tara Minto - Vanessa Mansaray - Yasmin Cazeau Defensive Linemen - Becky Martin - Corey Stevenson - Libby Davoren - Rachael Moody - Bo Steward - Sarah-Jane Brain - Victoria Ware - Zoe John Linebacker - Bethany Pilkington - Christina Ibironke - Georgia Teague - Ibs Fraser - Sophie George - Tanya Dales Defensive Back - Chloe Southard - De’Vonai Dwyer - Emily Mullen - Hollie Whiting - Josie Symonds - Lucy Peaty - Phoebe Schecter Special Team Roster aggiornato al 12 novembre 2024 Coaching staff HC Christopher Stone |

| Roster della Gran Bretagna - Spagna-Gran Bretagna Europeo 2023-2024 |
| --- |
| Quarterback - 12 Rachael Tumelty - 14 Natalie Parker Running Back - 2 Emily Irvine - 10 Eilidh Currie - 15 Stephanie Wyant - 21 Ruth Matta - 40 Giselle Orebanwo Wide Receiver - 7 Oli Davies - 20 Sophia Klair - 27 Siobhan Walker - 44 Kenya Peters - 80 Samantha Read WR/K - 88 Jessica Anderson Offensive Linemen - 52 Lou Robbins - 60 Iesha Martin - 62 Polly Grimsley - 68 Alex Martin - 70 Yasmin Cazeau - 72 Jakki Duncan - 74 Ruby Watson - 75 Maz Hughes - 77 Toni Robinson - 79 Tara Minto Defensive Linemen - 5 Becky Martin - 54 Ibs Fraser - 61 Sarah-Jane Brain - 64 SCorey Stevenson - 67 Delta Npuna - 85 Zoe John - 92 Victoria Ware Linebacker - 11 Sydney Green - 13 Liz Majka - 23 Tanya Dales - 34 Sophie George - 42 Bethany Pilkington - 50 Georgia Teague Defensive Back - 1 Chloe Southard - 3 Candice Simon - 8 Emily Moriarty - 9 Rachel Walters-Trim - 16 Phoebe Schecter - 22 Emily Mullen - 30 Abi Coleman - 36 Lucy Peaty Special Team Roster aggiornato al 13 novembre 2024 Coaching staff HC Christopher Stone |

| Roster della Gran Bretagna - Gran Bretagna-Finlandia Europeo 2023-2024 |
| --- |
| Quarterback - 3 Vicki Lucas - 12 Rachael Tumelty Running Back - 10 Eilidh Currie - 15 Stephanie Wyant - 21 Ruth Matta - 26 Grace John Wide Receiver - 2 Abbie Medlar - 7 Oli Davies - 20 Sophia Klair - 27 Siobhan Walker - 44 Kenya Peters - 80 Samantha Read WR/K - 88 Jessica Anderson Tight End - 14 Anna Akinyosoye - 48 Amie Walker Offensive Linemen - 52 Lou Robbins - 60 Iesha Martin - 62 Polly Grimsley - 68 Alex Martin - 70 Yasmin Cazeau - 72 Jakki Duncan - 74 Ruby Watson - 75 Maz Hughes - 79 Tara Minto Defensive Linemen - 5 Becky Martin - 54 Ibs Fraser - 55 Rachael Moody - 58 Emma Cook - 61 Sarah-Jane Brain - 85 Zoe John - 92 Victoria Ware Linebacker - 11 Sydney Green - 23 Tanya Dales - 34 Sophie George - 40 Jules Robinson - 42 Bethany Pilkington - 50 Georgia Teague Defensive Back - 1 Josie Symonds - 8 Emily Moriarty - 9 Rachel Walters-Trim - 13 Candice Simon - 16 Phoebe Schecter - 22 Emily Mullen - 30 Abi Coleman - 36 Lucy Peaty Special Team Roster aggiornato al 12 novembre 2024 Coaching staff HC Christopher Stone |

## Allenatori
- 2013 - 2021 Jim Messenger
- dal 2021 Christopher Stone